# شهرستان کرافورد (اوهایو)
شهرستان کرافرد، اوهایو (به انگلیسی: Crawford County, Ohio) یک سکونتگاه مسکونی در ایالات متحده آمریکا است که در اوهایو واقع شده‌است.